# Witches and Witch-Hunts: A Global History
Witches and Witch-Hunts: A Global History is een in 2004 gepubliceerd boek van de Duitse historicus Wolfgang Behringer over heksen en heksenvervolgingen. Hij baseert zich daarbij op de recentste historische en antropologische bevindingen over het fenomeen van de hekserij in het verleden en het heden, zowel binnen als buiten Europa.

## Context
Toen Alan Macfarlane en Keith Thomas in de vroege jaren 1970 de studie van de Europese en vooral Engelse hekserij nieuw leven inbliezen, werden ze sterk beïnvloed door studies van hekserij in Afrika, in het bijzonder door het werk dat Evans-Pritchard tientallen jaren eerder had gedaan. Hoewel ze niet in de eerste plaats comparatieve geschiedenis schreven steunden zij op antropologische modellen om hen te helpen begrijpen hoe het geloof in en de angst voor heksen zouden hebben gefunctioneerd aan het begin van de moderne Engelse samenleving. In plaats van te kiezen voor een brede comparatieve studie tussen de Europese en de niet-Europese hekserij verkozen de meeste onderzoekers van de periode 1970 tot in de jaren 1990 om de bijzondere aard van hekserij in vroegmodern Europa te benadrukken. Hierbij hanteerden zij concepten over 'de heks' die verbonden waren met de christelijke theologie en demonologie. Wolfgang Behringer wenste hierin verandering te brengen. Hij richtte zijn belangstelling in de eerste plaats op heksenjacht - de juridische of quasi-juridische maatregelen die werden genomen tegen degenen die ervan verdacht werden door middel van magie hun buren schade te hebben berokkend.

## Inhoud
Behringer begint zijn boek niet met Europa maar met het moderne Zuid-Afrika, waar in 1990 een dergelijke heksenjacht dertig slachtoffers maakte. Hij wijst erop dat in de jaren 1990 heksenjachten in Zuid-Afrika en andere delen van het Afrikaanse continent feitelijk toenamen. De conclusie die hij daaruit trekt is dat een zuiver eurocentrische, overwegend christelijke opvatting van hekserij "no longer acceptable" (niet langer aanvaardbaar) is (p. 3), en hetzelfde zegt hij ook over het rustgevende idee dat heksenjacht een in wezen 'gesloten hoofdstuk in de geschiedenis van de mensheid" zou zijn.(p.8).
In zijn tweede hoofdstuk, "Belief in Witchcraft" (Geloof in Hekserij) formuleert Behringer een werkbare definitie voor "hekserij", die kan worden toegepast op elke cultuur: "There are evil forces around, and they try to cause harm. Some people, who are essentially anti-social, either incorporate such forces involuntarily, or form alliances with these forces intentionally in order to inflict harm by mystical means .... They not only act as individuals, but rather, through their alignment to evil forces, they act in groups, being part of a conspiracy" (Kwade krachten zijn alom aanwezig en ze proberen om schade te veroorzaken. Sommige mensen, die in feite antisociaal zijn, beschikken ofwel onvrijwillig over zulke krachten, of vormen allianties met deze krachten om met opzet schade te berokkenen door gebruikmaking van mystieke krachten... Ze handelen niet alleen als individuen, maar veeleer door hun vereniging met kwade krachten, ze opereren in groepen, die deel uitmaken van een samenzwering). Hij merkt ook op dat vele culturen dergelijke activiteiten meer met vrouwen dan met mannen associëren. Zelfs in West-Europa zijn dergelijke ideeën niet helemaal verdwenen, want volgens een poll verklaarden 10 tot 15 procent van de Europeanen in een of andere vorm in hekserij te geloven, hoewel ze hekserij misschien niet meer associeerden met de christelijke demonologie en de duivel.
In zijn volgende drie hoofdstukken, die het grootste deel van het boek bestrijken (ongeveer 150 van de 248 pagina's tekst), verkleint Behringer zijn focus door zich op de geschiedenis van Europa te richten.

Hoofdstuk 3, "The Persecution of Witches" (De vervolging van Heksen), behandelt juridische reacties op vermeende hekserij uit de Romeinse tijd tot de Middeleeuwen.
Hoofdstuk 4, "The European Age of Witch-Hunting" (De Europese periode van Heksenvervolging), geeft een overzicht van de 16e en 17e eeuw, toen heksenprocessen in een groot deel van Europa een hoogtepunt beleefden.
Hoofdstuk 5, "Outlawing Witchcraft Persecution in Europe" (Een verbod op heksenvervolging in Europa), behandelt het scepticisme dat altijd al aanwezig was ten aanzien van bepaalde aspecten van hekserij en de juridische middelen die werden gebruikt tegen verdachte heksen, gedurende de gehele periode van de grote heksenjachten. Behringer bespreekt in dit deel van het boek ook hoe een dergelijke scepsis uiteindelijk resulteerde in de afschaffing van de meeste juridische vervolgingen in de achttiende eeuw. Hoewel Behringer zijn onderzoek breed houdt, gaat hij ook specifiek in op bijvoorbeeld de geografische spreiding van de grote heksenjacht en het mogelijk aantal slachtoffers ervan. Een van de belangrijkste punten die hij in dit hoofdstuk maakt, is hoe beperkt - zowel geografisch als chronologisch - de relatief weinige werkelijk massale heksenjachten van deze periode waren. Volgens hem zouden de spectaculairste rechtszaken met honderden of zelfs duizenden slachtoffers (zoals die in Duitse landen in deze periode) niet als norm mogen worden genomen. Zulke grote heksenvervolgingen waren eigenlijk vrij zeldzaam, maar heksenjachten op kleinere schaal waren alomtegenwoordig in Europa en duidelijk ook in andere delen van de wereld.
Hoofdstuk 6, "Witch-Hunting in the Nineteenth and Twentieth Centuries" (Heksenjacht in de negentiende en twintigste eeuw), keert terug naar Afrika, en onderzoekt in welke mate de Europese scepsis werd 'uitgevoerd' door middel van kolonisatie, hoe deze nieuwe ideeën ontvangen werden binnen lokale systemen van magische overtuigingen, en hoe in het postkoloniale tijdperk een versterking van traditionele overtuigingen soms leidde tot de eis voor een herstel van de gelegaliseerde heksenjacht. Het hoofdstuk verkent ook kort de situatie in Azië en Amerika evenals het bestaan van sommige vormen van heksenjacht in het moderne Europa.
Het laatste hoofdstuk, "Old and 'New Witches'" (Oude en 'Nieuwe Heksen'), gaat over de opkomst van wicca en andere neoheidense bewegingen in het hedendaagse Europa en Noord-Amerika, en hun relatie met de historische hekserij. Behringer toont weinig geduld voor de claims van sommige neoheidenen als zouden zij de rechtstreekse afstammelingen zijn van de historische heksen, van wie ze geloven dat ze een oude heidense religie praktiseerden. Hij merkt op dat afgezien van de neoheidenen zelf, het vooral de nazi's waren die de these aanhingen dat historische hekserij eigenlijk een populaire vorm van heidense religiositeit was (die zich volgens hen verzette tegen de joods-christelijke hegemonie over Europa).

## Receptie
Michael D. Bailey, zelf een gerenommeerd onderzoeker van magie en hekserij, zegt in het peer-reviewed tijdschrift "Magic, Ritual, and Witchcraft" het volgende: 

"Dit is een belangrijk boek, dat oproept tot een breder, meer vergelijkend begrip van wat hekserij kan zijn en welke vormen heksenjachten kunnen aannemen in verschillende culturen. Toch richt het grootste deel van het boek zich nog steeds op de opkomst en ondergang van heksenjacht zoals traditioneel begrepen is in het vroegmoderne Europa. Dit is geen verrassing gezien het feit dat op dit gebied de belangrijkste expertise van Behringer ligt. Zijn behandeling hier is waardevol op vele punten, en hij tracht hekserij in belangrijke opzichten in een meer wereldwijd perspectief te plaatsen. Toch blijkt dit mondiaal perspectief gewoon een substantiële aanvulling te zijn op wat een wezenlijk Europees verhaal blijft. Dit wordt ook niet verholpen wanneer Behringer verder gaat dan Europa, want het dat is bijna altijd naar Afrika (niet zo verwonderlijk, aangezien behalve Europa Afrika het onderwerp van de meeste studie over hekserij was). Zodoende is dit boek echt een handig overzicht van de historische Europese hekserij en heksenjacht, met een aanvulling van die geschiedenis in de negentiende en twintigste eeuw, en een toevoeging van een vergelijking met koloniaal en postkoloniaal Afrika. Dat is op zichzelf geen geringe prestatie. Noch is Behringers opmerking over de noodzaak van een breder opgezet onderzoek naar hekserij dan vroeger typisch het geval was minder waardevol omdat hij ons zelf geen studie heeft aangeboden die zo breed was als kon worden gedacht of gehoopt. Wat nog valt te bezien is of Behringers oproep deuren zal kunnen openen voor comparatief onderzoek en interpretatie die grotendeels gesloten bleven gedurende de afgelopen veertig jaar."